# Волоедовское сельское поселение
Волоедовское сельское поселение — упразднённое муниципальное образование в составе Краснинского района Смоленской области России.
Административный центр — деревня Алушково.
Образовано законом от 1 декабря 2004 года. Упразднено законом от 25 мая 2017 года с включением всех входивших в его состав населённых пунктов в Малеевское сельское поселение.

## Географические данные
- Общая площадь: 45,3 км²
- Расположение: южная часть Краснинского района
- Граничит:
  - на северо-востоке — с Малеевским сельским поселением
  - на юго-востоке — с Монастырщинским районом
  - на юго-западе — с Викторовское сельским поселением
  - на западе — с Октябрьским сельским поселением
  - на северо-западе — с Краснинским городским поселением
- Крупные реки: Куброть.

## Экономика
Сельхозпредприятия, магазины.

## Население
| 2011 | 2012 | 2013 | 2014 | 2015 | 2016 | 2017 |
| ---- | ---- | ---- | ---- | ---- | ---- | ---- |
| 230  | ↘216 | ↗218 | ↘216 | ↗219 | ↗224 | ↘211 |

## Населённые пункты
На территории поселения находилось 8 населённых пунктов:
- Алушково, деревня
- Авадово, деревня
- Алфимково, деревня
- Волоедово, деревня
- Гвоздово, деревня
- Застенки, деревня
- Лисово, деревня
- Старое Кудрино, деревня